# Ranunculus gelidus
Ranunculus gelidus là một loài thực vật có hoa trong họ Mao lương. Loài này được Kar. & Kir. miêu tả khoa học đầu tiên năm 1842.

## Hình ảnh

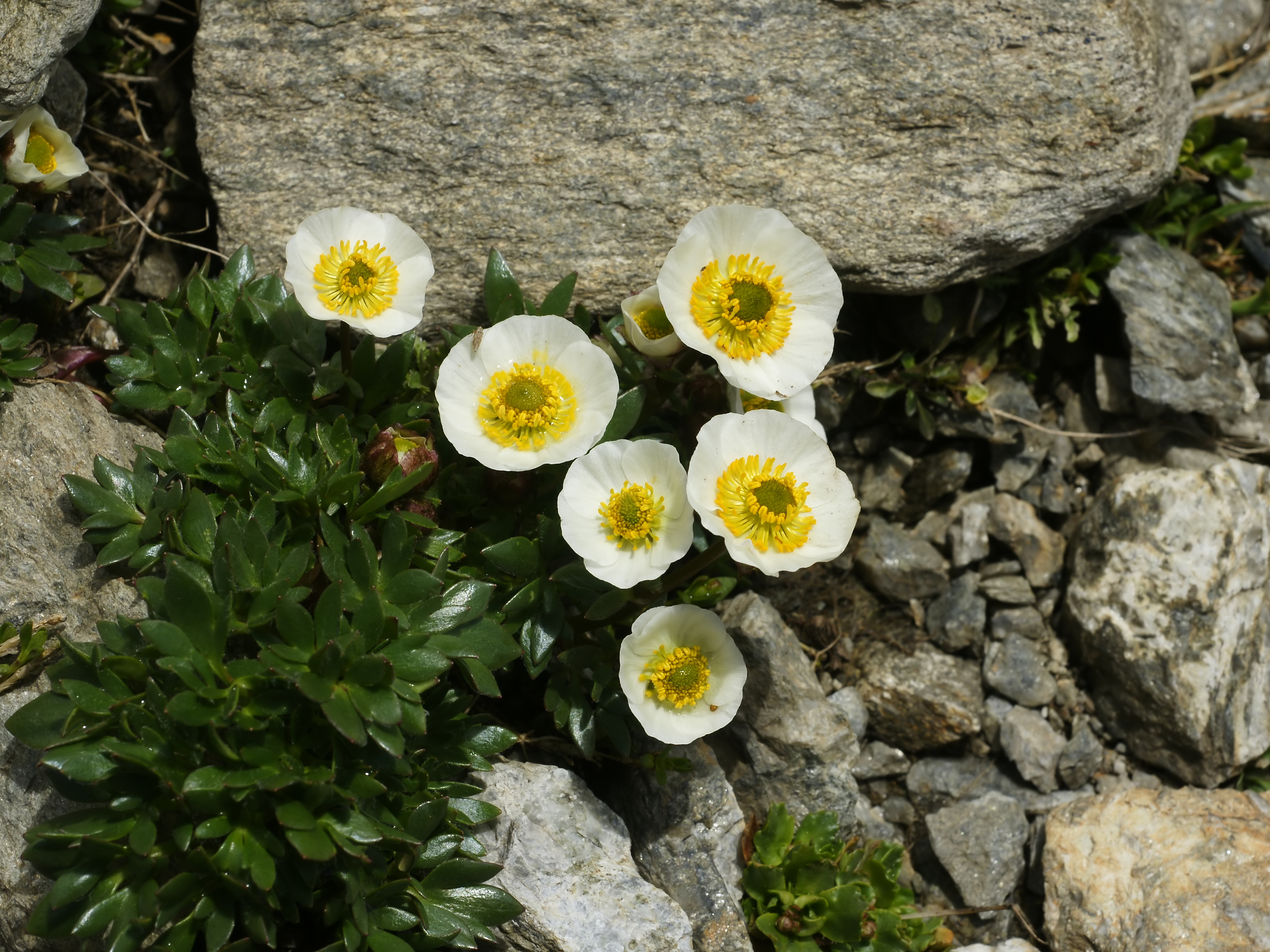